# Selaginella terezoana
Selaginella terezoana là một loài dương xỉ trong họ Selaginellaceae. Loài này được Bautista mô tả khoa học đầu tiên năm 1974.